# Stevie Wonder
Stevland Hardaway Morris (rojen kot Stevland Hardaway Judkins, znan kot Stevie Wonder), ameriški kantavtor in multiinštrumentalist, * 13. maj 1950, Saginaw, Michigan, ZDA.
Stevie Wonder je glasbeno kariero začel v mladosti kot čudežni otrok in jo razvil v eno izmed najbolj ustvarjalnih v drugi polovici dvajsetega stoletja. Kljub tem, da je oslepel kmalu po rojstvu, je že pri enajstih letih podpisal pogodbo z Motownovo založbo Tamla, pri kateri še vedno nastopa in ustvarja. Njegovi najbolj uspešni singli so »Superstition«, »Sir Duke«, »I Wish« in »I Just Called to Say I Love You«, albumi pa Talking Book, Innervisions in Songs in the Key of Life. Posnel je več kot trideset pesmi, ki so se uvrstile med najboljših deset na ameriški lestvici in osvojil dvaindvajset nagrad grammy, kar je največ za samostojnega glasbenika. Znan je tudi kot politični aktivist, leta 1980 se je v odmevni kampanji zavzemal, da bi rojstni dan Martina Luthra Kinga mlajšega postal ameriški državni praznik. Leta 2009 je bil imenovan za glasnika Združenih narodov za mir. Revija Billboard ga je leta 2008 uvrstila na peto mesto lestvice najboljših stotih glasbenikov vseh časov.

## Diskografija
- The Jazz Soul of Little Stevie (1962)
- Tribute to Uncle Ray (1962)
- With a Song in My Heart (1963)
- Stevie at the Beach (1964)
- Up-Tight (1966)
- Down to Earth (1966)
- I Was Made to Love Her (1967)
- Someday at Christmas (1967)
- Eivets Rednow (1968)
- For Once in My Life (1968)
- My Cherie Amour (1969)
- Signed, Sealed & Delivered (1970)
- Where I'm Coming From (1971)
- Music of My Mind (1972)
- Talking Book (1972)
- Innervisions (1973)
- Fulfillingness' First Finale (1974)
- Songs in the Key of Life (1976)
- Stevie Wonder's Journey Through "The Secret Life of Plants" (1979)
- Hotter than July (1980)
- The Woman in Red (1984)
- In Square Circle (1985)
- Characters (1987)
- Jungle Fever (1991)
- Conversation Peace (1995)
- A Time to Love (2005)